# Trotomma vaulogeri
Trotomma vaulogeri es una especie de coleóptero de la familia Scraptiidae.

## Distribución geográfica
Habita en Túnez.